# シモン・マグス

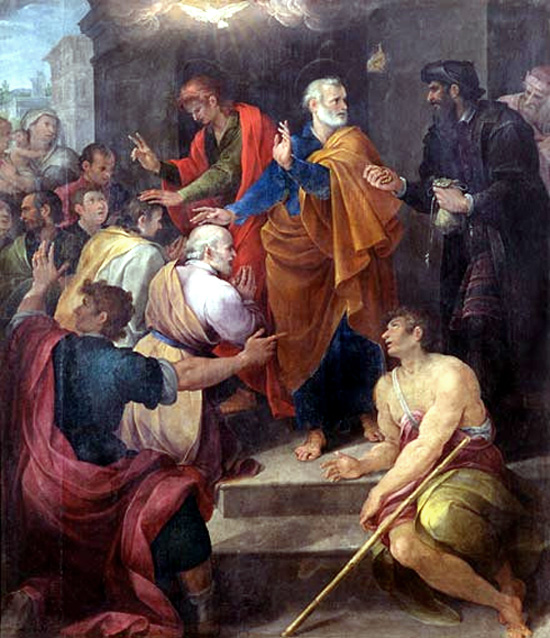
聖霊を授けられる力を買おうとするシモン・マグス(右側黒服の人物)

シモン・マグス(Simon Magus)は、聖書に登場する人物である。伝承ではグノーシス主義の開祖ともいわれるが、歴史的な事実とは無関係である。シモン・マゴスとも表記する。別名は魔術師シモン。サマリア人。

## 人物
新約聖書の『使徒行伝』第8章によると、シモンはサマリヤの魔術師として多くの信者がいたが、使徒フィリポによって洗礼をうけキリスト教に入信。ペテロとヨハネが宣教に訪れたときに、彼らの聖霊を授ける力を見てその力が欲しくなり、金で売って欲しいと持ちかけ叱責を受けた。それ以後、聖職売買のことをシモンの行為にちなんでシモニア（英: Simony、羅: Simonia）と呼ぶようになった。
のちに、マイナスの意味における象徴的な人物、すなわち使徒ペテロの宿敵、あらゆる異端の創始者というシモン像へと発展した。エイレナイオスをはじめとする正統多数派の異端反駁論者は、この魔術師シモンを出発点とする系列を作り上げ、すべての異端をその中にはめ込もうとした。したがって、シモン・マグスがグノーシス主義の開祖だという伝承は、歴史的事実と無関係である。
新約聖書外伝の『ペテロ行伝』によると、自らの魔術によって空中を浮揚しペテロに対し挑んだが、ペテロが神に祈りを捧げると忽ち墜落し落命したとされる。